# Sanvitalia procumbens
Espèce
Classification APG III (2009)
Sanvitalia procumbens est une espèce de plante à fleurs du genre Sanvitalia et un membre de la famille des Asteraceae et de la tribu des Heliantheae. C'est l'espèce type de son genre. Elle porte les noms vernaculaires de Zinnia nain et de Zinnia rampant mexicain,.